# 布拉杜鄉
44°47′N 24°54′E / 44.783°N 24.900°E
布拉杜鄉（羅馬尼亞語：Comuna Bradu, Argeș），是羅馬尼亞的鄉份，位於該國中南部，由阿爾傑什縣負責管轄，面積40平方公里，海拔高度267米，2009年人口6,294，人口密度每平方公里156人。